# Anthurium berriozabalense
Anthurium berriozabalense Matuda, 1952 è una pianta della famiglia delle Aracee, endemica di Messico e Belize.